# レイファー・ジョンソン
レイファー・ジョンソン （Rafer Lewis Johnson、1934年8月18日 - 2020年12月2日）は、アメリカ合衆国の元陸上競技選手。十種競技の選手として1956年メルボルンオリンピック、1960年ローマオリンピックに出場した。ローマ五輪では黒人として初めて開会式で旗手を務め、十種競技で金メダルを獲得した選手でもある。

## 経歴
ジョンソンは、子供の頃はフットボール、野球そしてバスケットボールを行っていたが、オリンピックで活躍するボブ・マサイアス(Bob Mathias)の姿を見て十種競技を行うことを決めた。
1954年に、ジョンソンはカリフォルニア大学ロサンゼルス校に入学した最初の年に最初の十種競技の大会に出場したといわれている。1955年にはマシアスの持っていた記録を更新し世界記録保持者となり、同年のパンアメリカンゲームズでは金メダルを獲得している。1956年メルボルンオリンピックに出場したが結果は銀メダルであった。なおこの大会には走幅跳にもエントリーしていたがけがのため出場することはなかった。
ジョンソンは交通事故を含め数々の怪我に悩まされ、1957年、1959年のシーズンを棒に振るが1958年、1960年には世界新記録を樹立している。そして、世界記録を樹立した直後のローマオリンピックでは開会式においてアメリカ選手団の旗手を務め、ジョンソンの競技人生でも最高の結果となる金メダルを獲得、また大学の同僚でジョンソンの友人であった台湾の楊伝広が銀メダルとなった。
ローマ大会の後、ジョンソンは引退し俳優やスポーツキャスターとして活躍した。1984年ロサンゼルスオリンピックでは、開会式で最終聖火ランナーとして聖火台に聖火をともす大役を果たしている。
2020年12月2日、脳卒中で死去。

## 主な実績
| 年   | 大会                   | 場所                         | 種目     | 結果 | 記録   |
| ---- | ---------------------- | ---------------------------- | -------- | ---- | ------ |
| 1955 | パンアメリカンゲームズ | メキシコシティ（メキシコ）   | 十種競技 | 1位  | 6994点 |
| 1956 | オリンピック           | メルボルン（オーストラリア） | 十種競技 | 2位  | 7587点 |
| 1960 | オリンピック           | ローマ（イタリア）           | 十種競技 | 1位  | 8392点 |